# لوسيان بيرنير
لوسيان بيرنير هو سياسي فرنسي، ولد في 27 مايو 1914 في سان-فرانسوا في فرنسا، وتوفي بنفس المكان في 5 أبريل 1989. نشط حزبياً في الحزب الراديكالي.

## مناصب
- انتخب Mayor of Saint-François ‏ (1965 – 1989).
- انتخب عضو مجلس الشيوخ في الجمهورية الرابعة ‏.
- انتخب عضو مجلس الشيوخ الفرنسي ‏.
- انتخب عضو مجلس جهوي ‏.